# Ivan Markulj
Ivan Markulj, hrvaški general, * 11. februar 1889, Mostar, † september 1945, Beograd.

## Življenjepis
Bil je častnik v Avstro-ogrski vojski in Vojski Kraljevine Jugoslavije.
Po kapitulaciji Kraljevine Jugoslavije se je prostovoljno javil za služenje v oboroženih silah NDH; postavljen je bil za poveljnika Varaždinskega pehotnega polka.
Junija 1941 je postal poveljnik Hrvaške legije (369. okrepljeni pehotni polk); vojaška enota, ki je bila sestavljena iz prostovoljcev, ki bodo služili v sestavi Wehrmachta na vzhodni fronti. Junija 1942 je bil povišan v generala in postavljen za vojaškega poveljnika Zagreb. Pozno leta 1943 je postal poveljnik III. korpusa, kar je opravljal do umika v aprilu 1945.
Maja 1945 se je predal Britancem, ki pa so ga vrnili v Jugoslavijo. Vrhovno vojaško sodišče Jugoslavije ga je obsodilo na smrt.